# Ana Raquel Satre
Ana Raquel "Mimi" Satre (* 1925 in Uruguay; † 18. November 2014 Lanzarote, Las Palmas, Kanarische Inseln, Spanien)  war eine uruguayische Opernsängerin (Mezzosopran). 1963 war sie in dem Film Herzog Blaubarts Burg zu sehen.
Satre starb im Jahr 2014 im Alter von 89 Jahren. Sie war mit dem klassischen Gitarristen Patrick Bashford († 2011) verheiratet.

## Repertoire (Auswahl)
- Don Giovanni (Donna Elvira)
- La traviata (Violetta)
- Otello (Emilia)
- Cavalleria rusticana (Lola)